# Terry Angus
Terence Norman Angus (sinh ngày 14 tháng 1 năm 1966) là một cầu thủ bóng đá người Anh đã giải nghệ, từng thi đấu ở Football League cho Northampton Town và Fulham. Các câu lạc bộ khác bao gồm VS Rugby, Slough Town và Nuneaton Borough. Cho dù gặp nhiều chấn thương, Angus vẫn thi đấu đến năm 40 tuổi.

## Đời sống cá nhân
Angus là người gốc Jamaica. Ông là cha của Dior Angus, cũng là một cầu thủ bóng đá.